# Placa solar
|  | No s'ha de confondre amb Panell fotovoltaic. |

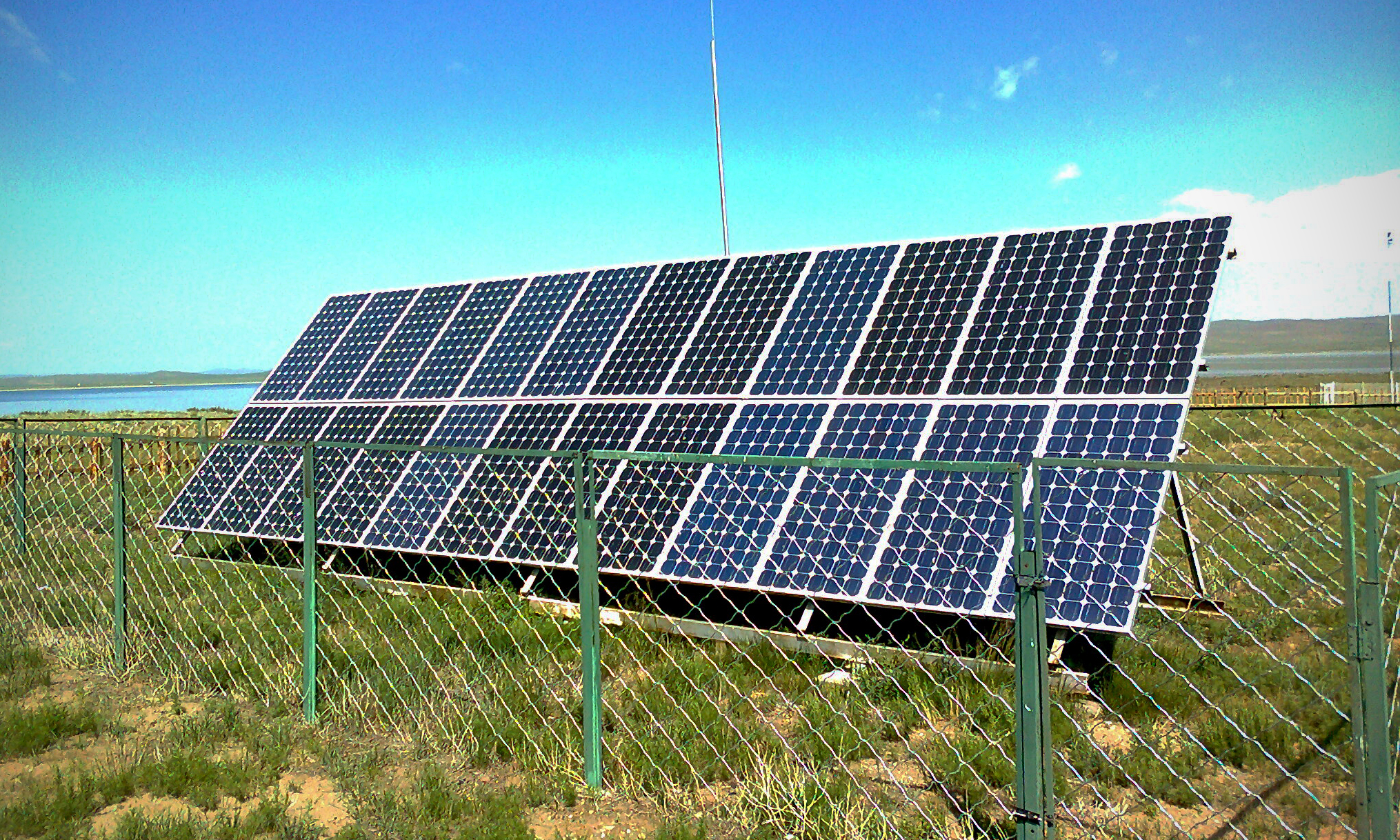
Una instal·lació de panells solars a Mongòlia.

Una placa solar, o panell solar, és un dispositiu que transforma la radiació solar en energia elèctrica (cas dels panells fotovoltaics) o bé en energia tèrmica (cas dels panells tèrmics). És doncs, un generador considerat pertanyent al grup d'energies renovables.
Hi ha instal·lacions de grans, que poden generar energia per a un gran nombre de famílies o indústries i d'altres d'autoconsum, que l'aporten a només una família o unitat habitable. A Catalunya és possible vendre a la xarxa l'energia elèctrica generada per plaques solars pròpies.

## Energia tèrmica o electricitat
L'energia solar tèrmica se sol usar per a escalfar aigua. És molt habitual a hotels, on s'aprofita sobretot per l'aigua utilitzada per a rentar els llençols, tovalloles i estovalles. Els usuaris particular l'usen per al bany, la rentadora, el rentaplats, piscines, etc. A més, també es pot fer passar aquesta aigua calenta per sota del terra per a escalfar-ho, en comptes d'un altre tipus de calefacció.
L'energia solar fotovoltaica s'usa de la mateixa manera que l'electricitat provinent de centrals tèrmiques, nuclears, hidràuliques o de qualsevol altra mena. És possible emmagatzemar-la durant un cert temps. En moments en els quals el consum d'electricitat és menor que la producció, l'excés es pot vendre a la xarxa, perquè se n'aprofitin altres persones. En canvi, hi haurà moments en què l'obtinguda no és suficient per al que necessitem, llavors cal aportar a més electricitat d'altres fonts, com per exemple la xarxa elèctrica habitual.

## Avantatges i inconvenients
El major avantatge és la sostenibilitat, no només perquè es tracta d'una energia neta i la font de la qual es considera inesgotable, sinó per què el sol és una font a la qual tenen accés la majoria de les persones, excepte, durant un temps de l'any, les que viuen als pols nord o sud. Se'n poden fer sistemes unifamiliars o petits, que no necessiten la gran infraestructura de les centrals tèrmiques o nuclears, per exemple, per la qual cosa és relativament senzill instal·lar-la a llocs aïllats o en països que disposin de grans pressupostos energètics. Es pot acoblar a sistemes de cogeneració o d'emmagatzematge (bateries).
Un inconvenient és que la producció depèn de la insolació, i que lògicament la demanda de calor és sempre major d'hivern o quan fa fosc. Així, en una instal·lació rendible, d'hivern és menester una altra font d'energia, i a la pràctica fins i tot en estiu, alguns dies, també. Una setmana de pluja o amb el cel ennuvolat descarreguen tota l'electricitat o calor acumulada. Un altre inconvenient, evitable, és que actualment hi ha moltes persones no formades que proposen la instal·lació de plaques solars, sobretot a nivell familiar i comercial (hotels, cases rurals, apartaments, etc.), que no conéixen prou la tecnologia i que poden instal·lar una placa incorrecta o malament o no prou rendible ni tècnica ni econòmicament. Les instal·lacions majors les calculen sempre enginyers especialitzats.

## Panells solars de plàstic
Actualment hom està investigant una nova generació de cèl·lules fotovoltaiques modelables que es farien en materials sintètics orgànics, com el plàstic o altres polímers. Aquestes cèl·lules podran ser molt lleugeres, primes i flexibles, que es podran enganxar com un adhesiu, el que permetrà cobrir amb ella les superfícies d'objectes d'ús quotidià, com per exemple un paraigües, per a, per exemple, carregar un ordinador, un mòbil o una càmera mentre camines amb ell. També podrien servir en un futur per a fer llum.